# 山下てつお
山下 てつお（やました てつお、1968年11月4日 - ）は、日本の漫画家、大阪府出身。

## 経歴
「週刊少年チャンピオン」にて四コマ漫画「イガンダちゃん」でデビュー。
代理原稿用の四コマ漫画を数本を描く。
島本和彦のアシスタントを経て、「中島が泳ぐ！」で講談社新人漫画賞入選（1994年32号掲載）。
島本の漫画作品『逆境ナイン』『ワンダービット』に登場する「山下」のモデルとなった。

## 作品一覧
週刊少年チャンピオン
- イガンダちゃん
- 瓜堂一丁目

週刊少年マガジン
- 玉造家
- 中島が泳ぐ！
- 辰吉（たつきち）が吠える！
- 辰吉丈一郎物語Ⅱ
- カレカ物語 前後編
- ガチンコッ! （全5巻）
- 小錦物語 前後編
- 韋駄天IDATEN （全2巻）
- 奇跡の隻腕
- GOLDRUSH! （全2巻）
- 刑事藤島亮太
- 浦和レッズ物語 全3話
- せんこう 全4話

コミックボンボン
- しあわせの星 ハガル （全2巻）

Yahoo!ウェブコミック
- BOOTSの山田さん （全1巻）

ケロケロエース
- エヴァX－学園不可思議伝－

体験派医療人マガジンLattice
- 至誠と愛に生きる～吉岡弥生物語
- コルチャック物語